# 이란족
이란족(영어: Iranic peoples)은 인도이란어파에 속하는 이란어파 계열의 언어를 구사하는 인도이란인 민족의 총칭이다.
이란이라는 뜻은 이란어로 아리아인이라는 뜻이다. 이란계 조어는 인도이란어파의 하위 언어로 중앙아시아에서 기원전 2천년기에 탄생했다고 생각된다. 기원전 1000년기에 분포가 최대가 되었을 때에는 이란계 민족의 분포 범위는 이란고원을 넘어서 헝가리 평원, 동쪽은 오르도스 사막에 이르는 유라시아 스텝 전역에 해당되었다. 당시 서이란어군계의 페르시아 제국이 고대사에서 패권을 쥐고 있으며 문화적으로 큰 영향을 남겼다. 또한 동이란어군계 유목민은 동아시아 스텝의 기마 문화나 실크로드에서 큰 역할을 하였다. 
그러나 이후, 이란계 민족의 분포 지역은 게르만계 민족, 슬라브계 민족, 튀르크계 민족, 몽골계 민족의 확대에 따라 감소하게 되었다. 현재의 분포 지역은 이란고원에서 캅카스 산맥, 중앙아시아, 신장 위구르 자치구까지이다.

## 이란계 민족
- 메디아인
- 페르시아인
- 타지크인
- 스키타이인
- 알라니족
- 오세트인
- 파슈툰족
- 발루치족
- 쿠르드인
- 야지디
- 와키인
- 파미르인
- 타트족
- 박트리아인
- 다사족
- 파르니족
- 다하에

## 추가 정보
- Balanovsky, Oleg, et al. "Deep phylogenetic analysis of haplogroup G1 provides estimates of SNP and STR mutation rates on the human Y-chromosome and reveals migrations of Iranic speakers." PLoS One 10.4 (2015): e0122968.